# Tapa (eten)
Een tapa (Nederlands meervoud tapa's, Spaans meervoud tapas) is de aanduiding voor een Spaans voorafje. Traditioneel is een tapa een eetlustopwekkend hapje dat in Spaanse cafés bij een alcoholhoudend drankje (bier, wijn, sherry) wordt genuttigd. Soms worden in Spaanse cafés (met name in Andalusië en in het binnenland) bij het bestelde drankje automatisch één of meerdere tapas gratis gegeven.

## Oorsprong
De oorsprong van de 'tapa' is omstreden, maar vast staat dat het woord 'tapa' (meervoud 'tapas') is afgeleid van het Spaanse werkwoord 'tapar', hetgeen afdekken of bedekken betekent. 'Tapa' is dan ook letterlijk te vertalen als 'deksel'.
Op basis van deze betekenis wordt vaak verondersteld dat tapas zijn ontstaan uit de gewoonte om een drankje letterlijk met een stuk brood en/of een plakje ham af te dekken, dit om te voorkomen dat er bijvoorbeeld vliegen in het glas zouden komen.
De oorsprong zou terug te voeren zijn tot de jaren 1500 en keizer Karel V. Onder zijn bewind vertrok van het zuiden van Spanje om het uur een paard en ruiter naar de Zuidelijke Nederlanden, waar Margaretha van Parma zijn vertegenwoordigster was. Onderweg stopten de ruiters vaak bij een herberg om iets te gaan drinken. Al snel werd vastgesteld dat heel wat ruiters ronduit dronken op hun paard zaten, en daarom ordonneerde keizer Karel dat alle herbergen in Spanje bij de drank ook voedsel moesten aanbieden. Zodoende werd vermeden dat de ruiters alleen wijn of alcohol dronken en geen voedsel tot zich namen. Vandaar het gebruik om (voornamelijk in Spanje) kleine hapjes, tapas, bij de drank te serveren.

## Gastronomische waarde
In Spanje waardeert men de tapas en het eten in het algemeen met name om de versheid en/of kwaliteit van het product, waardoor soms relatief simpele gerechten door het gebruikmaken van producten van hoge kwaliteit populair kunnen zijn. Tegelijkertijd is er een stroming van Spaanse koks, waaronder ook tapas-koks, die hun best doen om te voldoen aan de nieuwe nationale en internationale eisen om niet alleen kwaliteit, maar ook presentatie, smaak en 'eigenheid' tot een hoger niveau te brengen. Niet alleen de traditionele onderlinge kookwedstrijden van de Baskische tapasbars, maar ook de kookstijl van Ferran Adrià zijn hier een voorbeeld van.
Hoewel de tapa oorspronkelijk een tussendoortje was, worden ze in Spanje ook geconsumeerd als maaltijd. Ook buiten Spanje worden tapas in tapasbars als avondmaaltijd aangeboden, al wijken de 'Amerikaanse', 'Nederlandse' of 'Duitse' versies van tapas af van wat men in Spanje tapas noemt. In Spanje zelf zijn er trendy bars die tapas juist gebaseerd hebben op uitheemse keukens. Zo wordt in sommige bars een portie bitterballen als tapa geserveerd.

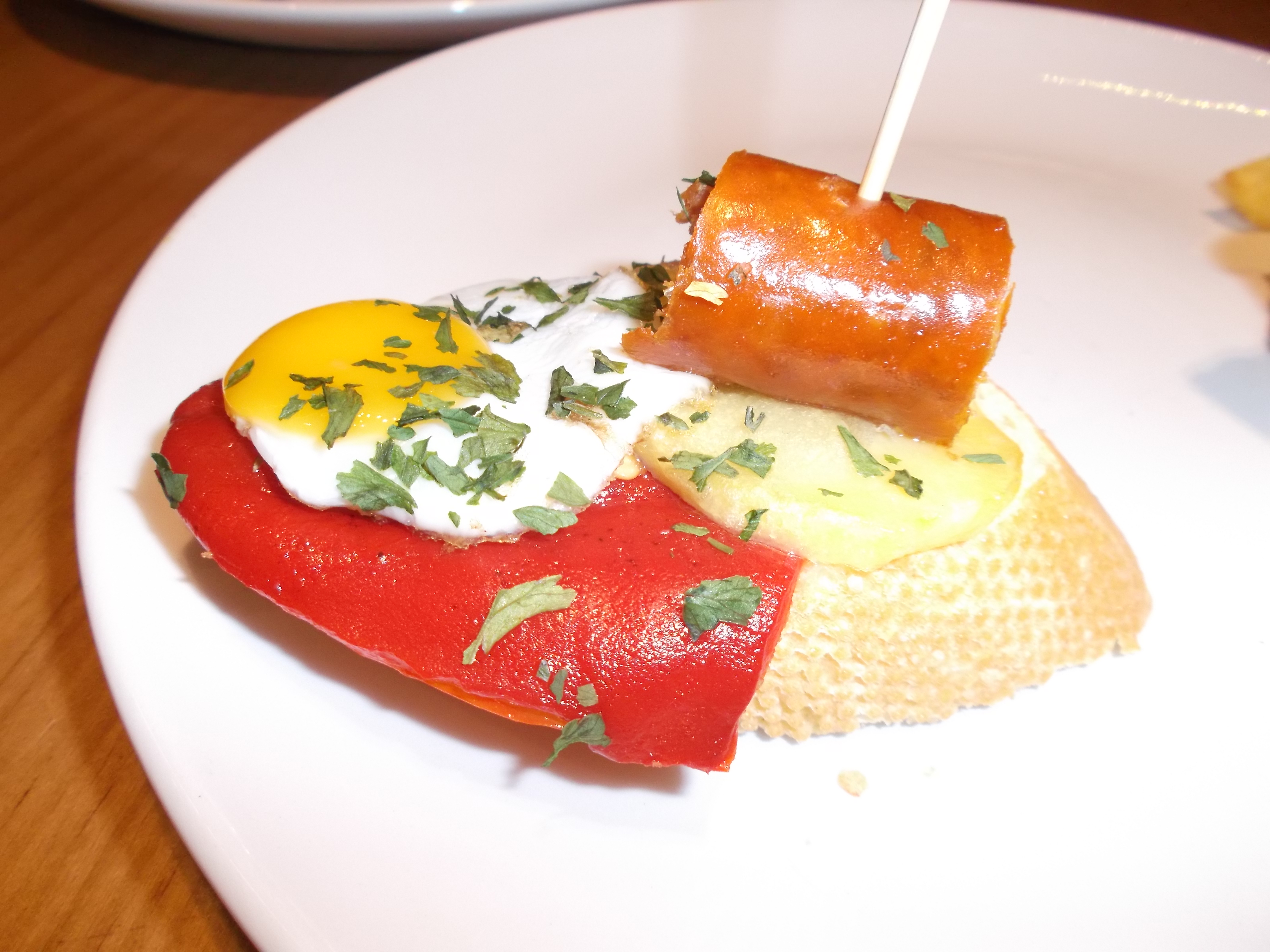
Tapa in San Sebastian

## Soorten
Er zijn honderden soorten tapas, die sterk per regio verschillen, zoals serrano-ham, olijven, 'calamares' (gefrituurde inktvisringen), kaas, tortilla en 'albondigas' (Spaanse gehaktballetjes). In de noordelijke regio's, waaronder Baskenland, gaat het meestal om 'pintxos', kleine stukjes brood belegd met allerlei verschillende ingrediënten (vis, vlees, vegetarisch of een combinatie van het genoemde).
- Tortilla de patatas (aardappelomelet)
- Pinchos (kleine belegde broodjes)
- Gemarineerde ansjovis
- Aioli (olie-lookbereiding die gebruikt wordt als saus voor inktvisringen, gamba's, ...)
- Albondigas (gehaktballetjes in tomatensaus)
- Chorizo al vino (in wijn gemarineerde chorizo)
- Calamares (gefrituurde ringen van de pijlinktvis)
- Gevulde of gefrituurde champignons
- Patatas bravas (gebakken aardappelen in pikante tomatensaus)
- Gemarineerde olijven
- Gezouten amandelen
- Morcilla (bloedworst)
- Pimientos de Padrón (kleine paprika/pepersoort)
- Caracoles (slakken)
- Cola de toro (stierenstaart)
- Croquetas de Jamón (hamkroketten)
- Queso frito (specifieke gefrituurde kazen)
- Oreja (varkensoor)